# Comal (Kochgerät)

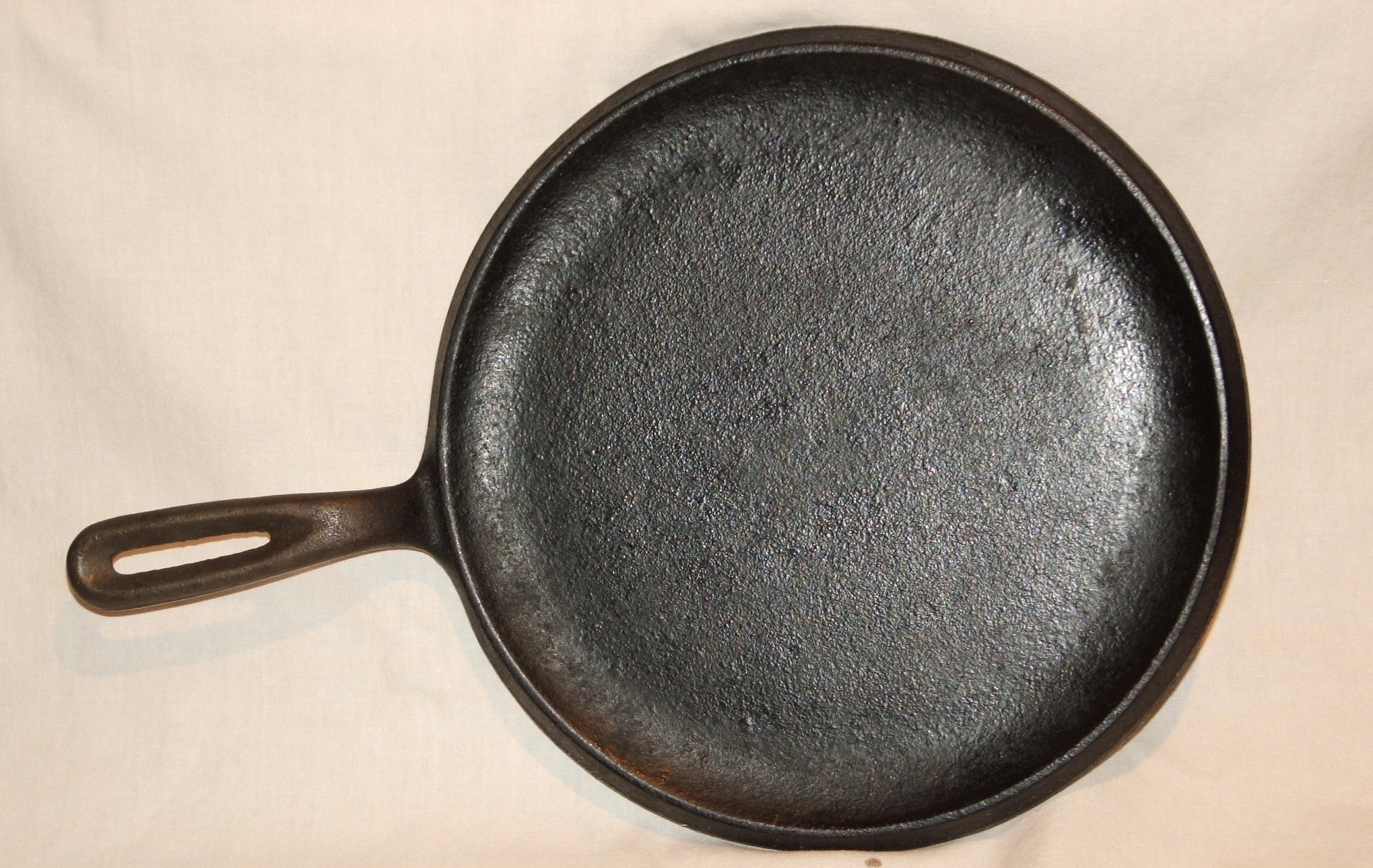
Comal aus Gusseisen

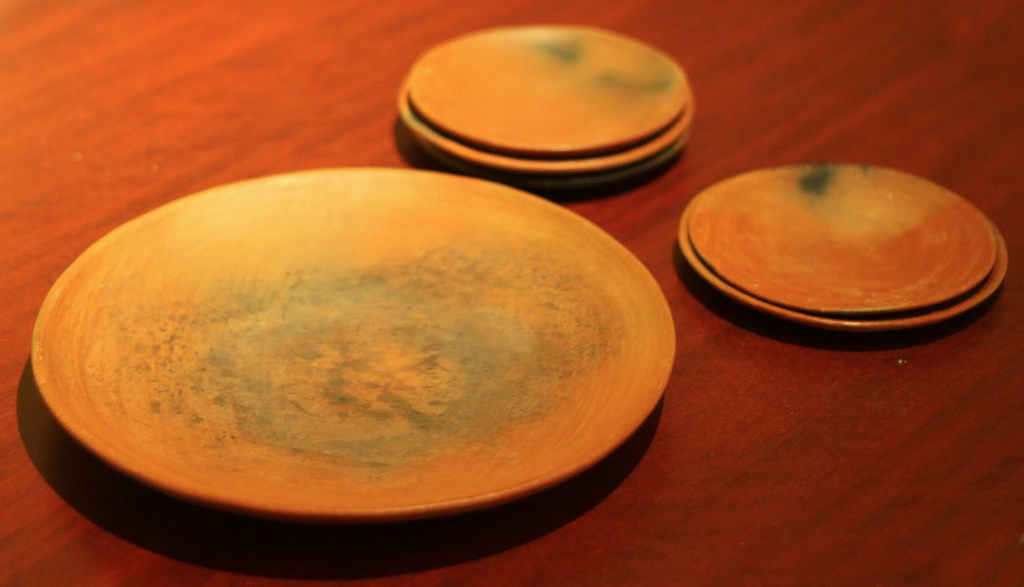
Comales aus Ton

Ein Comal (vom Nahuatl-Wort comalli) ist eine glatte, flache Grillplatte, die ursprünglich aus Mexiko, Zentral- und Teilen Südamerikas kommt. Er wird für die Zubereitung von Tortillas und Arepas, zum Toasten von Gewürzen und Nüssen oder zum Rösten von Fleisch verwendet. In Venezuela gibt es ein ähnliches Kochgeschirr, das budare genannt wird.

## Bauformen
Der traditionelle Comal ist konkav und wird von den indigenen Völkern Mexikos und Mittelamerikas aus Ton hergestellt. Moderne Comales ähneln von der Form US-amerikanischen Bratpfannen oder der indischen Tava.
Comales für den Heimgebrauch bestehen in der Regel aus Ton oder schwerem Gusseisen und sind so dimensioniert, dass sie entweder über einen Brenner auf dem Herd (rund) oder über zwei Brenner von vorne nach hinten (längliches Oval) passen. In einigen indigenen und prähispanischen Kulturen wird der Comal traditionell von der Großmutter an die Mutter an die Tochter weitergegeben. Der Hintergrund dabei ist, dass ein Comal, der über viele Jahre hinweg temperiert wurde, sich schneller erwärmt und sauberer kocht. Durch das schnelle Erhitzen werden die im Comal zubereiteten Fladen vor dem Austrocknen geschützt.
Ursprünglich handelte es sich um dünne Keramikstücke mit leicht erhöhten Kanten. Bei archäologischen Ausgrabungen in Mittelamerika wurden die frühesten Funde auf das Jahr 700 v. Chr. datiert.